# Sanfermines de 1978
Sanfermines de 1978 són els tràgics successos esdevinguts a Pamplona (Navarra) durant els Sanfermines, el 8 de juliol de 1978, en plena transició espanyola, que posteriorment es van estendre per Àlaba, Guipúscoa, Biscaia i la resta de Navarra. Els responsables mai van ser jutjats.

## Relat dels fets

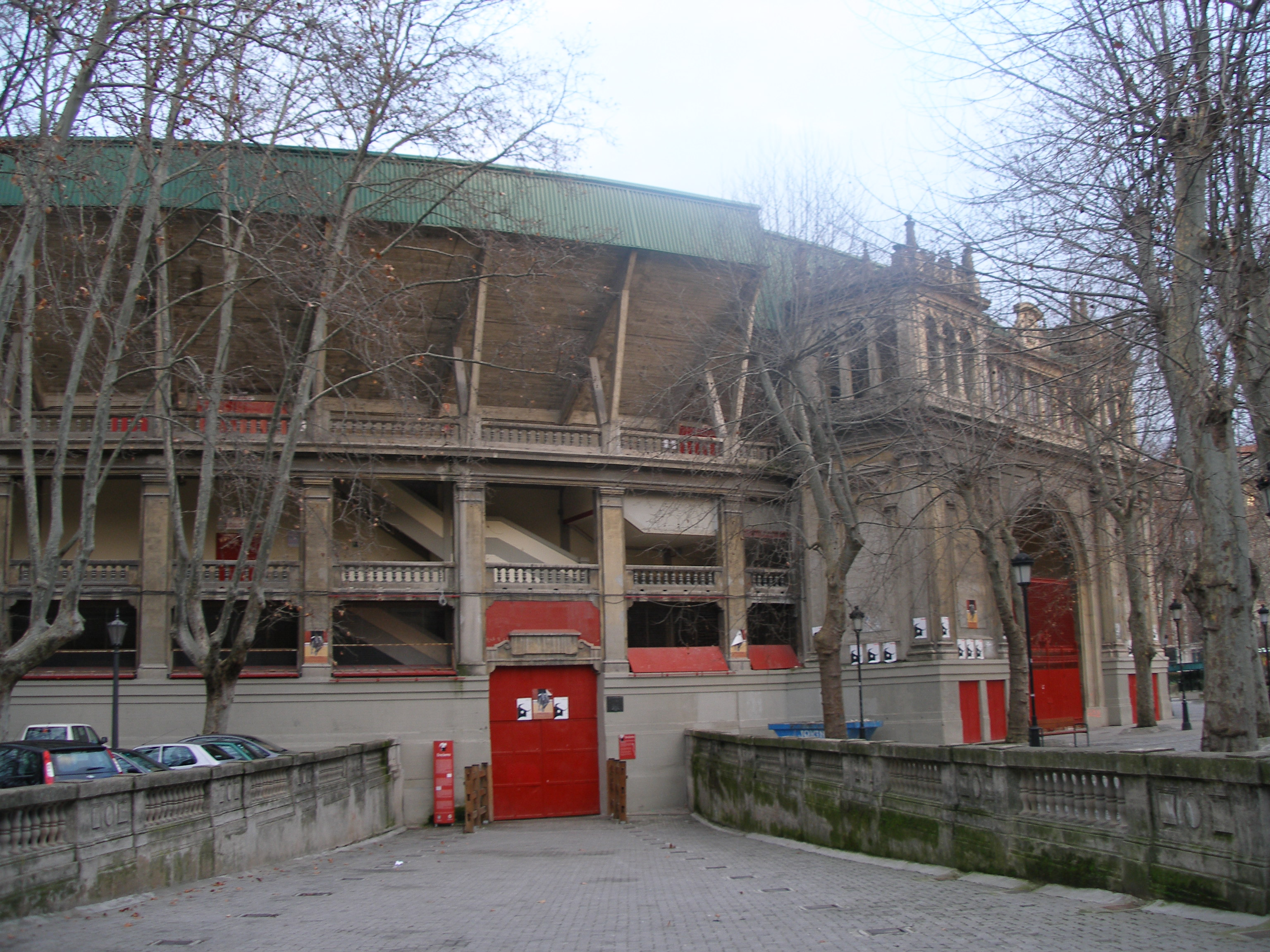
Vista de les portes de la plaça de braus

Es van iniciar després de la irrupció de la Policia Armada en la plaça de toros de Pamplona, on hi havia 20.000 persones. La intervenció havia estat precedida perquè en la baixada tradicional de les penyes a la plaça, en acabar la cursa, un grup de persones duia una pancarta a favor de l'amnistia, produint-se protestes des d'un altre sector, cosa que provocà enfrontaments verbals i algun físic.
L'entrada de la policia amb material antiavalots es va transformar ràpidament en ús d'armes de foc, quan part dels assistents va començar a llançar objectes a la policia. Es van produir 55 ferits, dels quals sis ho foren per arma de foc. Els incidents es van estendre ràpidament per tota la ciutat convertint-se en un autèntic camp de batalla urbà. En un dels carrers va resultar mort Germán Rodríguez d'un tret al cap, per trets de la policia. A més, dels més de 150 ferits n'hi havia uns altres deu amb ferides de bala.
Segons Rodolfo Martín Villa, ministre de l'Interior en aquell moment, només en sis hores i a la zona del centre de Pamplona es van fer 7.000 trets de material antiavalots i 130 trets de bala. Pel que fa a l'inici dels incidents, una "comissió d'investigació", creada per les penyes i en la qual formava part l'advocat Ángel Ruíz de Erenchun, després de recollir nombroses proves, va proporcionar el següent informe:.
| « | Després de l'últim toro, el novè dels que havien aparegut a la plaça, al voltant de cinquanta persones van baixar des de l'estesa sis al ruedo, on van desplegar una pancarta verda on amb lletres blanques es llegia: «AMNISTIA TOTAL PRESOAK KALERA. SAN FERMIN SIN PRESOS». Des d'aquesta mateixa estesa, i una vegada estesa la pancarta, van començar a fer una volta al ruedo mentre a les esteses les opinions es dividien. Uns aplaudien i uns altres xiulaven. | » |

| « | Cap a la meitat de l'estesa 3, una persona sense identificar, d'uns 45-50 anys, va començar a insultar els que estaven al ruedo mentre diverses persones del seu voltant llençaven a la sorra diversos coixinets i alguna ampolla buida de cava. La reacció dels que estaven al ruedo -al voltant de cent persones- va ser immediata. Un grup va pujar fins a l'estesa intercanviant amb els que els havien llançat els coixinets i ampolles, cops i insults. Sense que la brega hagués acabat, el públic de la plaça va començar a cridar, de forma gairebé unànime: «San Fermín, San Fermín». Quan semblava que tornava la calma, els txikis de les penyes van entrar pel carreró, res més obrir-se la porta, amb les seves xarangues i pancartes. Immediatament darrere i a escassos segons, irrompien violentament uns 40 membres de la policia armada, amb dotació de material antidisturbis, juntament amb Miguel Rubio, comissari en cap de Pamplona. En els primers moments es va poder veure com Rubio donava ordres de carregar contra els mossos que estaven en la sorra, i en conseqüència els membres de la policia armada, que eren de la dotació de Pamplona, van iniciar una càrrega violenta amb ocupació d'abundants tirs de pilotes de goma i pots de fum, i colpejant amb les porres. | » |

El grau de violència emprat va quedar reflectit en les ordres que es donaven des de la central als policies per ràdio, i que van ser gravades:
| « | Prepareu totes les bocatxes i llenceu amb totes les energies i el més fort que pugueu. No us importi matar. | » |

Les imatges que TVE va gravar en la plaça de toros van ser emeses només un cop el 9 de juliol, i posteriorment desaparegueren dels arxius. Aquestes imatges han estat recuperades d'una televisió francòfona pels autors del documental Sanfermines 78, Juan Gautier i José Ángel Jiménez, el 2005. Els incidents es van estendre arreu del País Basc i Navarra els dies següents, morint per trets de la policia a Sant Sebastià José Ignacio Barandiaran l'11 de juliol.
Les autoritats espanyoles sempre han sostingut que va ser un error, raó per la qual el governador civil Ignacio Llano va ser destituït i els comandaments policials (comandant Àvila i comissari Miguel Rubio) van ser traslladats. Rodolfo Martín Villa en la roda de premsa realitzada en televisió en referència a aquests esdeveniments comparant-los amb les accions d'ETA va dir:
| «                                                         | Al cap i a la fi els nostres seran errors, però allò altre són crims | » |
| — Rodolfo Martín Vila, recollit de TVE a "Sanfermines 78" |                                                                      |   |

El governador civil Ignacio Llano afirma que va cessar al comandant Àvila de forma immediata i que ell mateix va presentar la dimissió, encara que el ministre de l'interior digués que l'havia cessat. Per altra banda la comissió d'investigació va plantejar una querella contra el comissari Rubio. Finalment, els fets foren arxivats sense judici.
Arran d'aquest succés es va declarar una vaga general de caràcter polític al País Basc, la Comuinitat Autònoma Basca i Navarra, i es van repetir incidents violents en nombroses localitats. En una d'aquestes manifestacions de protesta, celebrada a Sant Sebastià el dimarts 11 de juliol, va resultar mort el jove abertzale Joseba Barandiaran per la violència policial espanyola.